# Borkum (település)
Borkum kisváros az azonos nevű Északi-tengeri sziget nyugati partján. A település a sziget turizmusából él.

## Képek

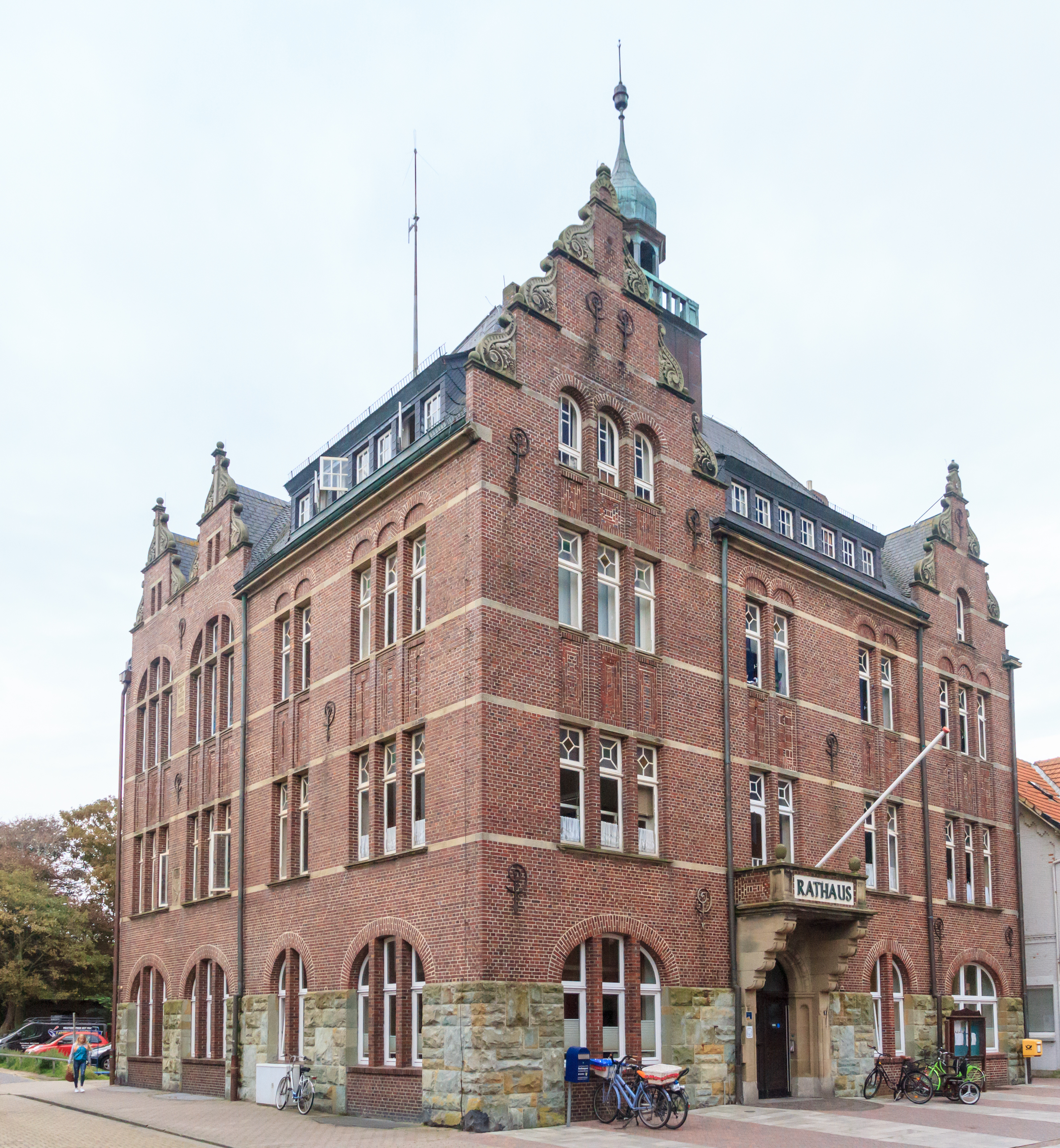
Városháza
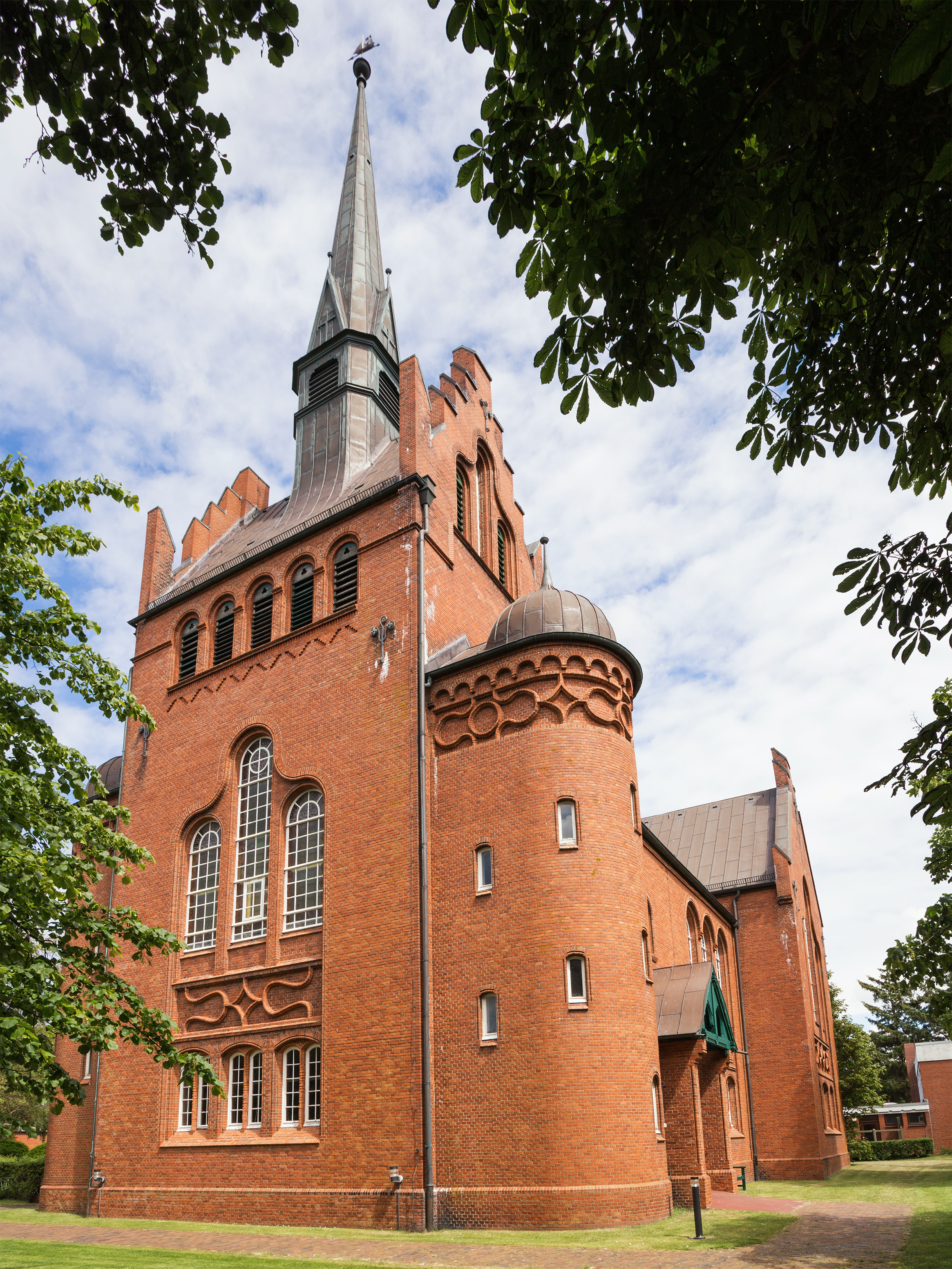
Református templom
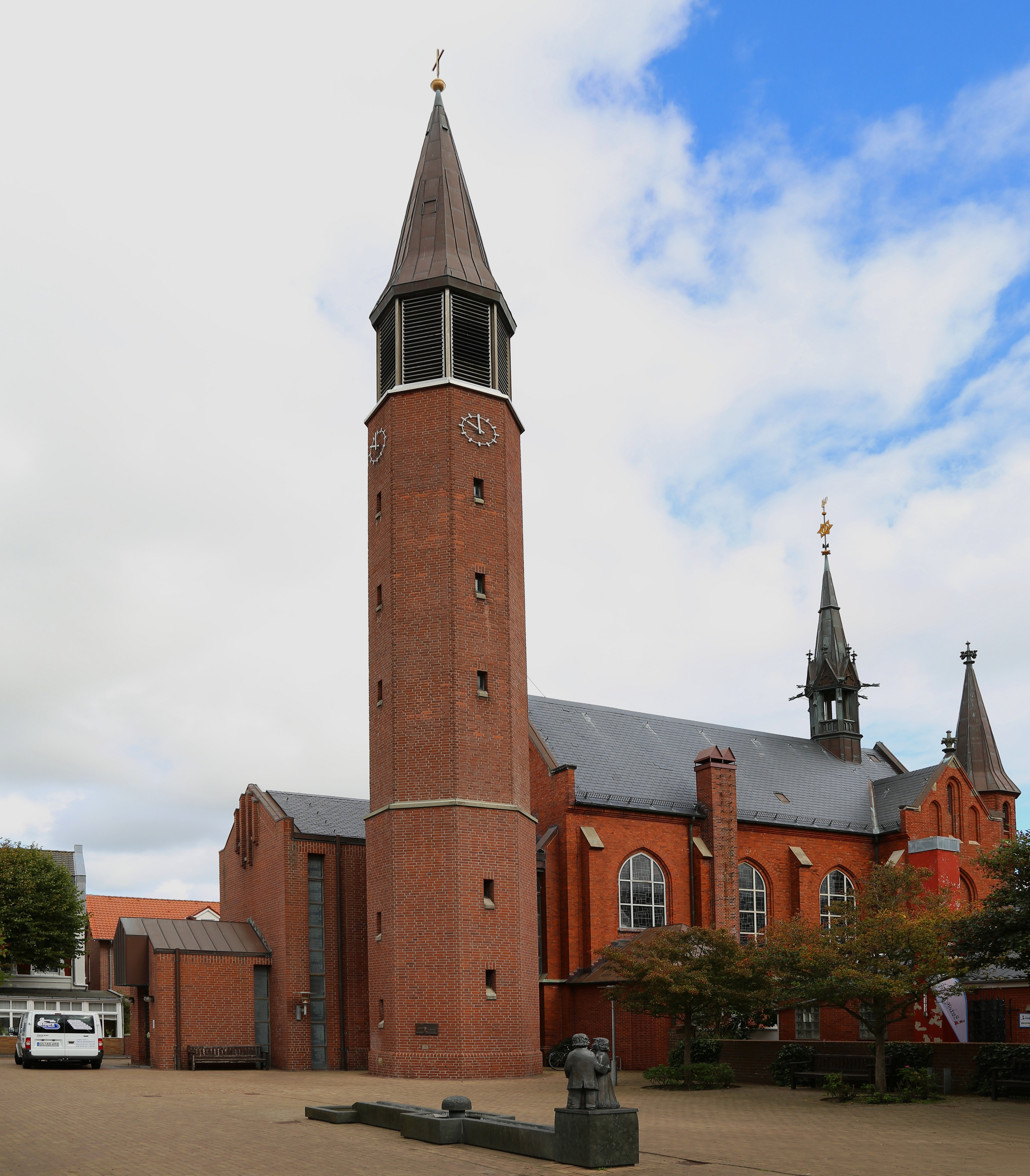
Katolikus templom
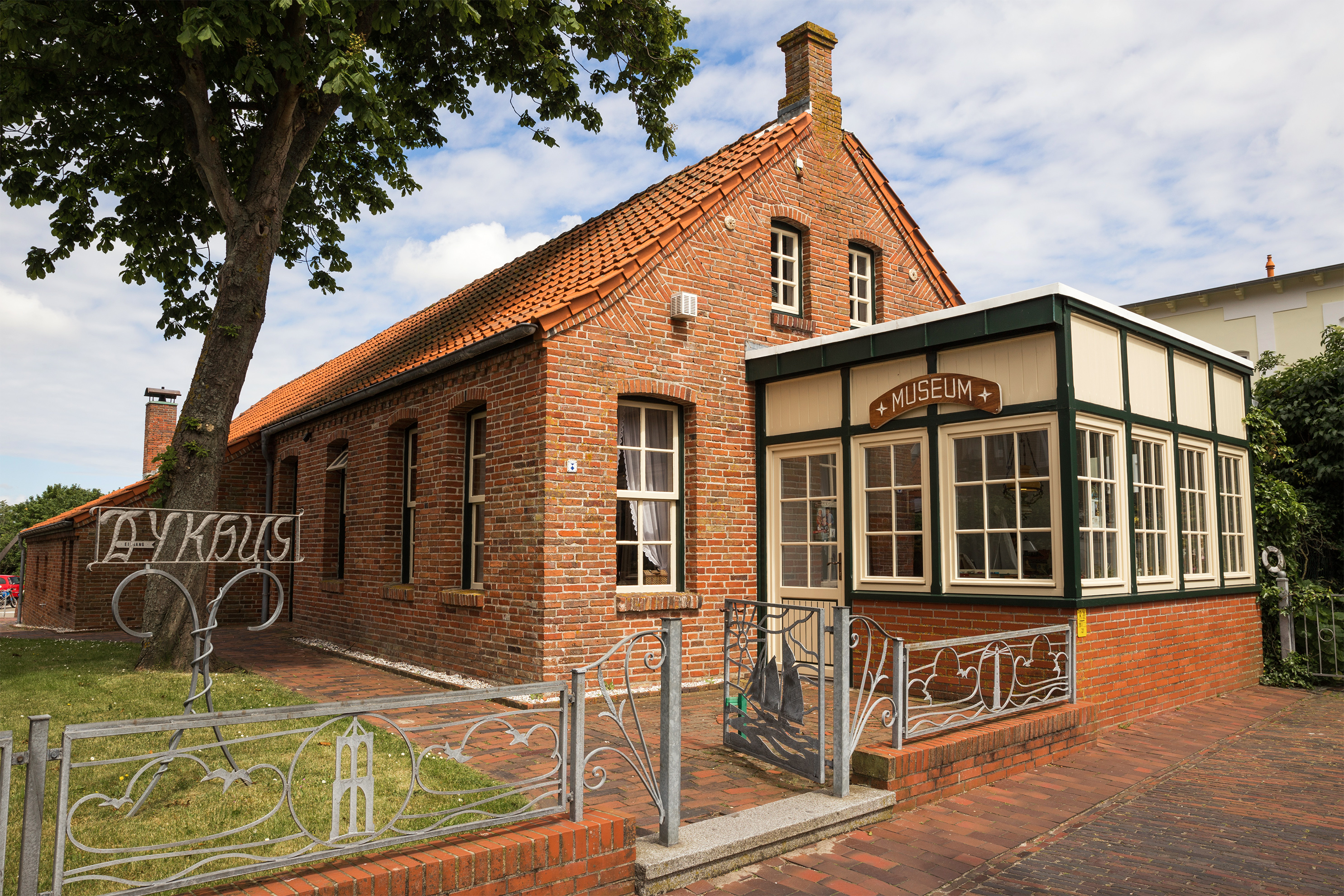
Dykhus helytörténeti múzeum
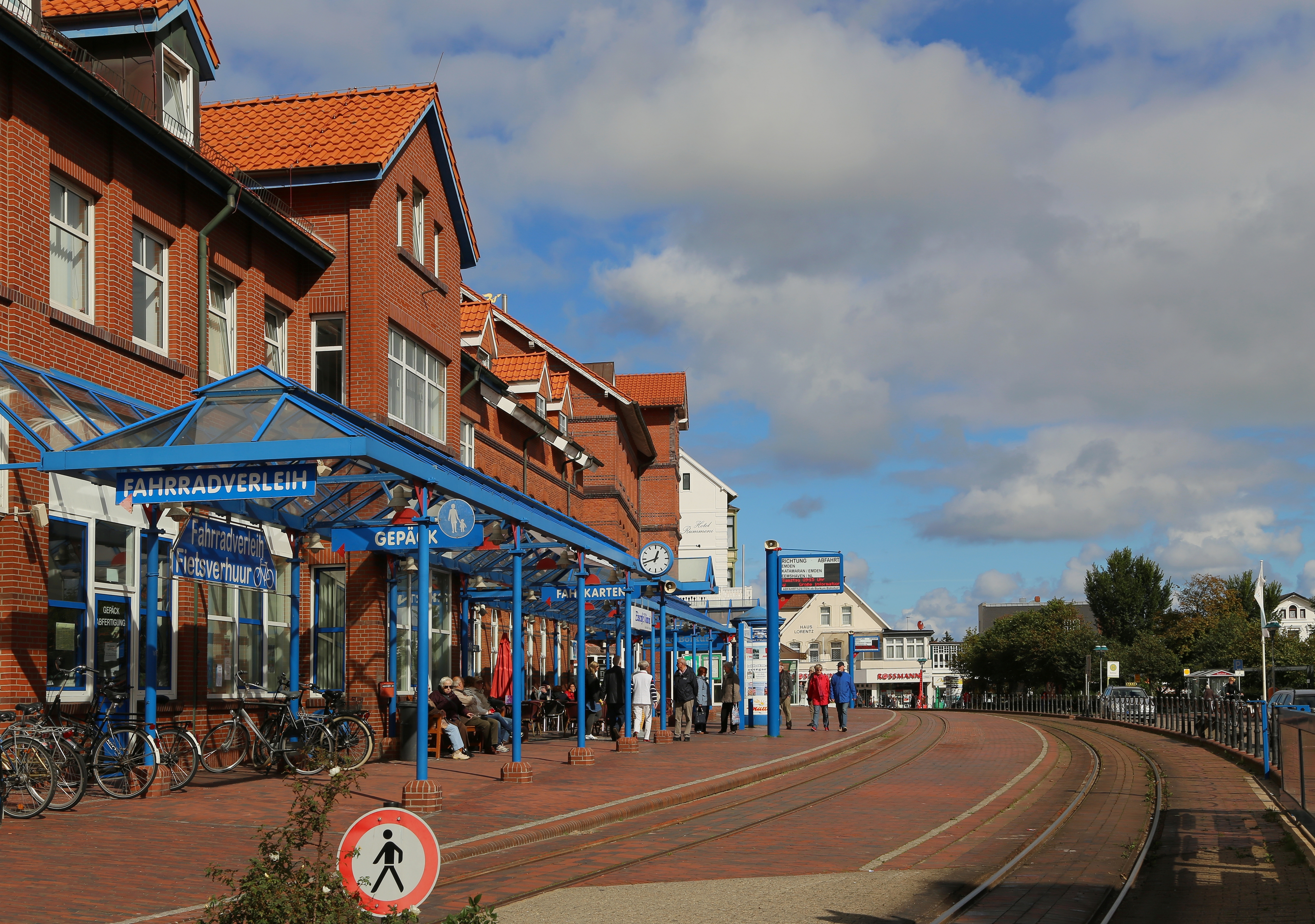
Georg Schuette tér
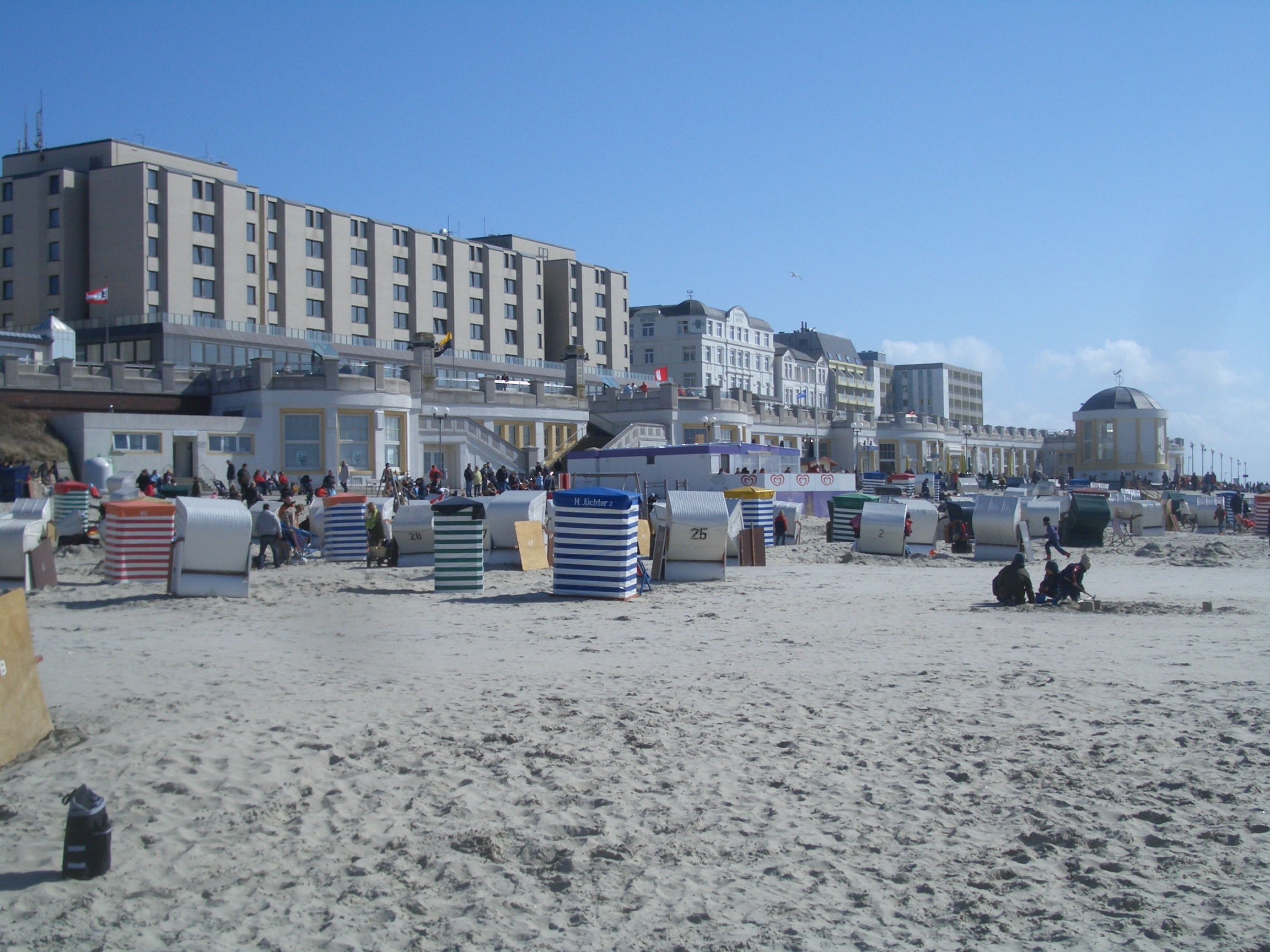
A főstrand
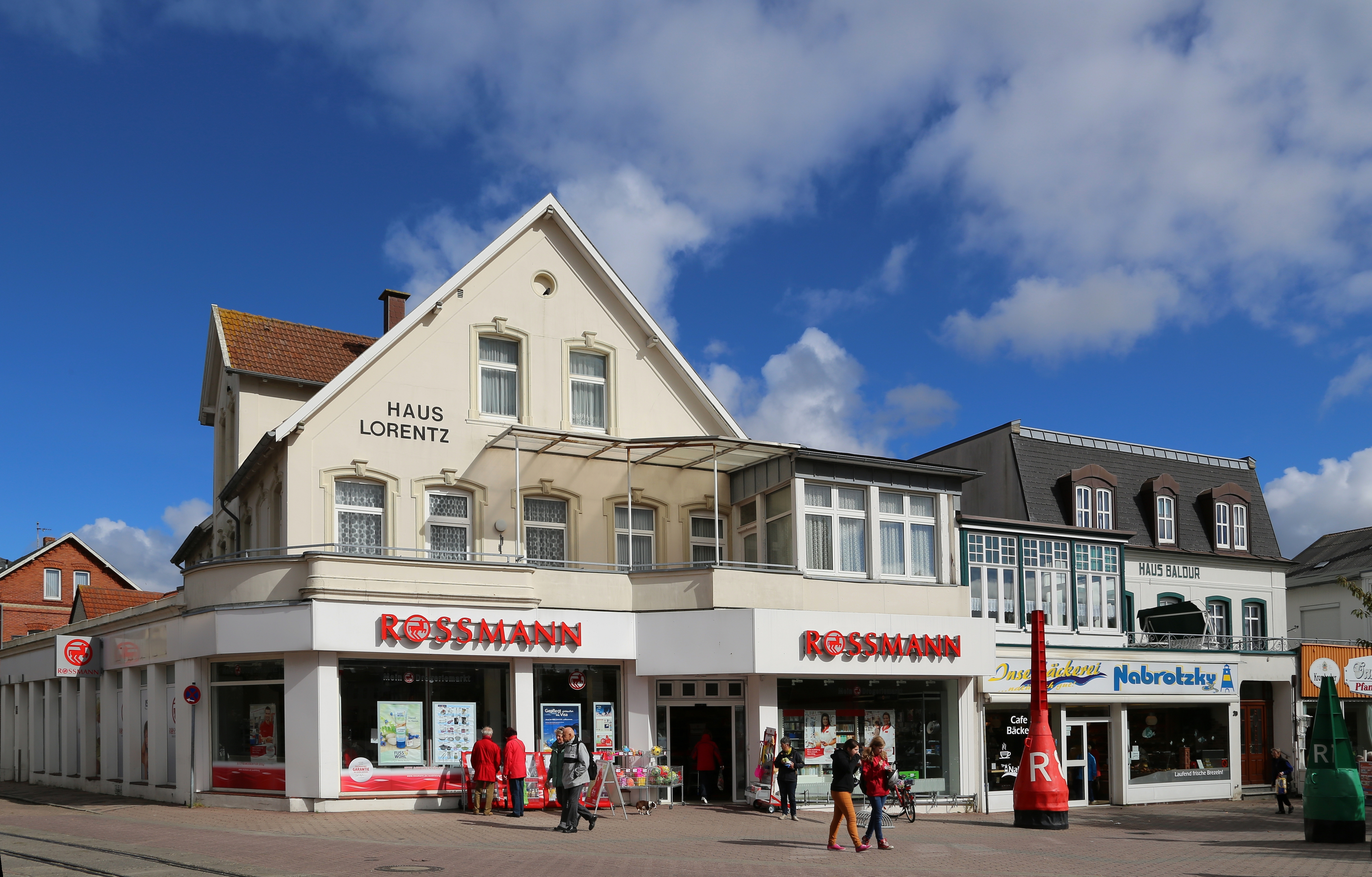
A Lorentz-ház a Strand utcán

## Érdekességek
- Borkum Alsó-Szászország legnyugatabbi települése.
- A város északnyugati csücskében egy jelképes határkő jelzi Németország legészaknyugatabbi pontját.
- A borkumiak „Öy!” felkiáltással üdvözlik egymást.

## Testvérvárosok
- Warffum, Hollandia (1989 óta)